# 鲍里索夫卡农村居民点
鲍里索夫卡农村居民点（俄语：Борисовское сельское поселение）是俄罗斯联邦别尔哥罗德州沃洛科诺夫卡区所属的一个农村居民点。其下辖有3个居民点，行政中心为鲍里索夫卡。据2016年统计，该农村居民点的人口为825人。